# 本庄早稻田車站
本庄早稻田車站（日语：／ Honjō-waseda eki */?）是東日本旅客鐵道（JR東日本）的一個鐵路車站，位於埼玉縣本庄市北堀2070番地。本庄早稻田車站是JR東日本旗下的上越新幹線與北陸新幹線沿線車站之一，是繼上毛高原車站之後，上越新幹線沿線第二個沒有任何在來線與私鐵路線接續的新幹線專用車站。
本庄早稻田車站的站名，是源自所在地的本庄市，與位在車站鄰近地區的早稻田大學本庄校區之組合。車站名是透過公開募集的方式所決定，當初募集到的名稱還包括第二名的「本庄兒玉」，與第三名的（「兒玉」的平假名型態）。雖然在籌設階段時，本站曾一度根據新幹線車站的慣例預定使用「新本庄」之名，但因為近年來JR東日本逐漸揚棄在車站名中加上「新」或「東南西北」等修飾來作為車站區別的政策，因此改以主要地名加上次要修飾名的命名風格，而成為目前的「本庄早稻田」。

## 車站構造
本站為一高架車站。為了節省建造成本和時間，以及減少施工期間對列車班次的影響，本站是在原有路軌（本線）兩側增設停站用路軌（副本線）而成。因此月台採對向式月台2面2線設計。

### 月台配置
| 月台 | 路線                   | 目的地                   |
| ---- | ---------------------- | ------------------------ |
| 1    | 上越新幹線             | 高崎、越後湯澤、新潟方向 |
| 1    | 北陸（途經長野）新幹線 | 長野方向                 |
| 2    | 上越、北陸新幹線       | 上野、東京方向           |

（來源：JR東日本:車站構內圖 （页面存档备份，存于））

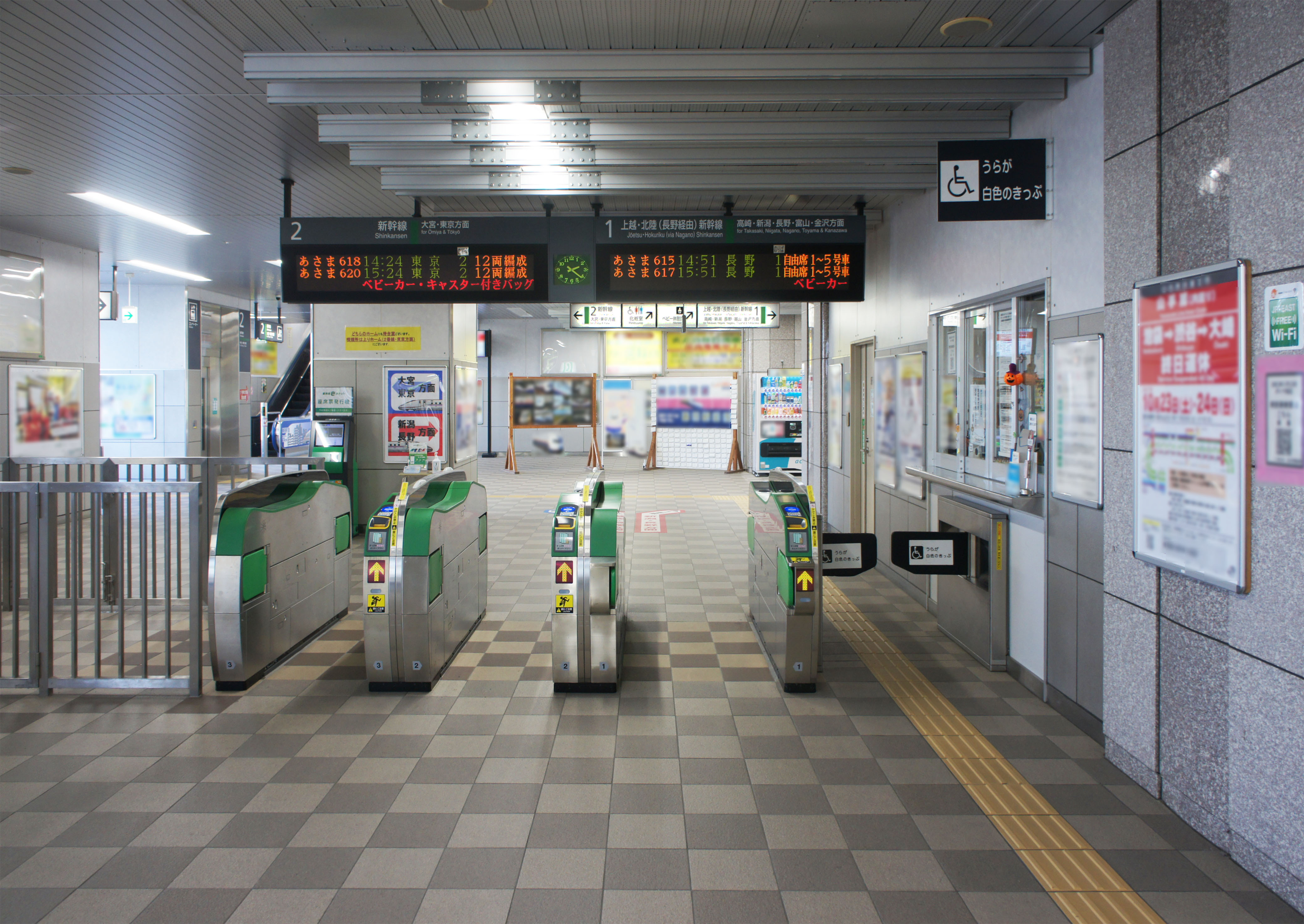
閘口（2021年10月）
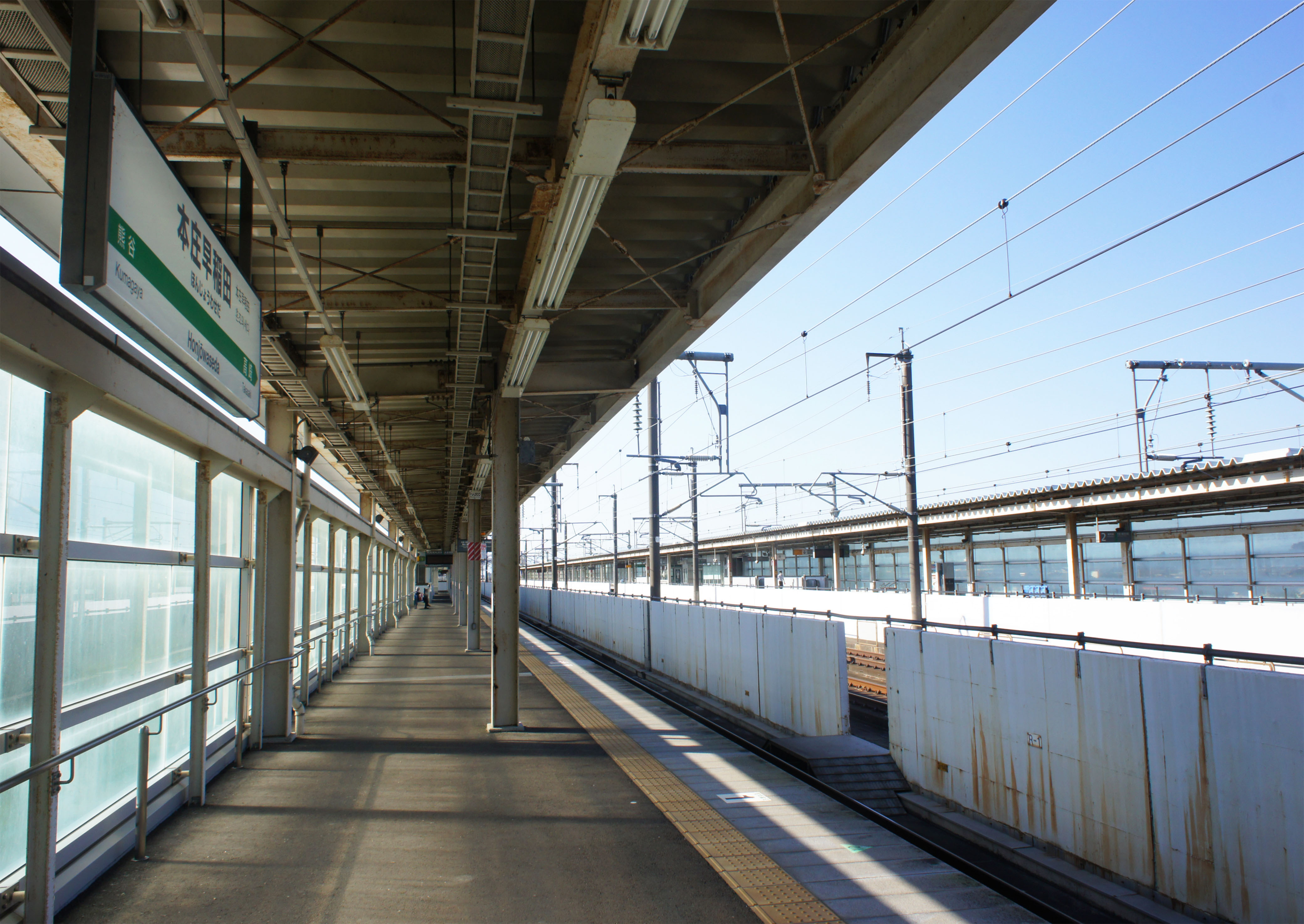
月台（2021年10月）

## 使用情況
2018年（平成30年）度1日平均上車人次為2,278人。此站起除了往東京方向的通勤客，往此站的通學客與東京方向抵達的商務旅客亦較多。
根據JR東日本與埼玉縣統計年鑑，近年1日平均上車人次推移如下表。
| 年度               | 1日平均 上車人次 | 來源     |
| ------------------ | ---------------- | -------- |
| 2004年（平成16年） | 1,671            | [ * 1 ]  |
| 2005年（平成17年） | 1,924            | [ * 2 ]  |
| 2006年（平成18年） | 2,074            | [ * 3 ]  |
| 2007年（平成19年） | 2,215            | [ * 4 ]  |
| 2008年（平成20年） | 2,181            | [ * 5 ]  |
| 2009年（平成21年） | 2,033            | [ * 6 ]  |
| 2010年（平成22年） | 2,010            | [ * 7 ]  |
| 2011年（平成23年） | 1,953            | [ * 8 ]  |
| 2012年（平成24年） | 2,061            | [ * 9 ]  |
| 2013年（平成25年） | 2,152            | [ * 10 ] |
| 2014年（平成26年） | 2,113            | [ * 11 ] |
| 2015年（平成27年） | 2,144            | [ * 12 ] |
| 2016年（平成28年） | 2,170            | [ * 13 ] |
| 2017年（平成29年） | 2,218            | [ * 14 ] |
| 2018年（平成30年） | 2,278            | [ * 15 ] |

## 車站週邊
- 早稻田大學本庄校區
  - 早稻田大學本庄高等學院
- 國道462號
- 本庄兒玉IC（關越自動車道）
- 高崎線本庄 - 往北約2km

## 相鄰車站
東日本旅客鐵道
上越新幹線、北陸新幹線（途經長野）
熊谷－本庄早稻田－高崎

### 使用情況
1. ↑  埼玉県統計年鑑 （页面存档备份，存于） - 埼玉県

JR東日本2004年度以後上車人次
1. ↑  各駅の乗車人員（2004年度） （页面存档备份，存于） - JR東日本
2. ↑  各駅の乗車人員（2005年度） （页面存档备份，存于） - JR東日本
3. ↑  各駅の乗車人員（2006年度） （页面存档备份，存于） - JR東日本
4. ↑  各駅の乗車人員（2007年度） （页面存档备份，存于） - JR東日本
5. ↑  各駅の乗車人員（2008年度） （页面存档备份，存于） - JR東日本
6. ↑  各駅の乗車人員（2009年度） （页面存档备份，存于） - JR東日本
7. ↑  各駅の乗車人員（2010年度） （页面存档备份，存于） - JR東日本
8. ↑  各駅の乗車人員（2011年度） （页面存档备份，存于） - JR東日本
9. ↑  新幹線駅別乗車人員（2012年度） （页面存档备份，存于） - JR東日本
10. ↑  新幹線駅別乗車人員（2013年度） （页面存档备份，存于） - JR東日本
11. ↑  新幹線駅別乗車人員（2014年度） （页面存档备份，存于） - JR東日本
12. ↑  新幹線駅別乗車人員（2015年度） （页面存档备份，存于） - JR東日本
13. ↑  新幹線駅別乗車人員（2016年度） （页面存档备份，存于） - JR東日本
14. ↑  新幹線駅別乗車人員（2017年度） （页面存档备份，存于） - JR東日本
15. ↑  新幹線駅別乗車人員（2018年度） （页面存档备份，存于） - JR東日本

埼玉縣統計年鑑
1. ↑  .   [2020-05-15]. （原始内容存档于2020-02-02）.
2. ↑  .   [2020-05-15]. （原始内容存档于2020-02-02）.
3. ↑  .   [2020-05-15]. （原始内容存档于2020-02-02）.
4. ↑  .   [2020-05-15]. （原始内容存档于2020-02-02）.
5. ↑  .   [2020-05-15]. （原始内容存档于2020-02-02）.
6. ↑  .   [2020-05-15]. （原始内容存档于2020-02-02）.
7. ↑  .   [2020-05-15]. （原始内容存档于2020-02-02）.
8. ↑  .   [2020-05-15]. （原始内容存档于2020-02-02）.
9. ↑  .   [2020-05-15]. （原始内容存档于2020-02-02）.
10. ↑  .   [2020-05-15]. （原始内容存档于2020-02-02）.
11. ↑  .   [2020-05-15]. （原始内容存档于2020-02-02）.
12. ↑  .   [2020-05-15]. （原始内容存档于2020-02-02）.
13. ↑  .   [2020-05-15]. （原始内容存档于2020-02-02）.
14. ↑  .   [2020-05-15]. （原始内容存档于2020-02-02）.
15. ↑  .   [2020-05-15]. （原始内容存档于2020-03-18）.

## 外部連結
- JR東日本－本庄早稻田車站 （页面存档备份，存于）（日語）

36°13′7″N 139°10′47″E / 36.21861°N 139.17972°E